# 1345 Potomac
Potomac (asteróide 1345) é um asteróide da cintura principal com um diâmetro de 71,82 quilómetros, a 3,2602245 UA. Possui uma excentricidade de 0,1808098 e um período orbital de 2 899,96 dias (7,94 anos).
Potomac tem uma velocidade orbital média de 14,93005411 km/s e uma inclinação de 11,40178º.
Esse asteróide foi descoberto em 4 de Fevereiro de 1908 por Joel Metcalf.